# Misotheïsme
Misotheïsme (letterlijk: "haat voor God" of "haat voor goden") is een religieus geloof in een god of goden die men haat.
Misotheïsme onderscheidt zich van atheïsme (een gebrek aan geloof in het bestaan van goden) en antitheïsme (oppositie tegen geloof in het bestaan van goden), omdat het ervan uitgaat dat er wel degelijk één of meerdere goden bestaan. Deze god of goden worden echter als kwaadaardig beschouwd, omdat volgens misotheïsten de mensheid is onderworpen aan goddelijke verwaarlozing of sadisme, gezien het lijden, de onrechtvaardigheid en de wanorde in de wereld. Misotheïsten veronderstellen dat de god of goden dit veroorzaken of (expres) laten gebeuren: terwijl ze de macht hebben om te doen wat goed is voor de wereld en de mensheid, kiezen ze er bewust voor om dat niet te doen. Daarom verdienen deze goden of god het niet om aanbeden en vereerd te worden, maar om gehaat en wellicht zelfs bestreden te worden (voor zover dat mogelijk wordt geacht). Een voorbeeld van een misotheïst is mogelijk Tristan van der Vlis, die zes mensen in Alphen aan den Rijn doodde, met als eigen verklaring dat hij zo God zou straffen voor diens misdaden.

## Verwante concepten
In diverse polytheïstische godsdiensten worden kwade goden, godheden, demonen en geesten aanbeden uit angst dat deze slechte dingen gaan doen wanneer ze niet aanbeden worden.
Misotheïsme is iets anders dan dystheïsme, waarin God als niet-goed en niet-kwaad wordt gezien en het tegenovergestelde van eutheïsme, waarin God als goed wordt beschouwd.
Maltheïsme is een vorm van misotheïsme die gebaseerd is op de uitspraak "Als de god zoals hij in de Bijbel is beschreven zou bestaan, zou hij ongeschikt zijn om te aanbidden door zijn slechte morele standaard." van Tim Maroney. Hierin wordt God als een moreel slecht individu voorgesteld.
Het concept van de deus deceptor (bedriegende god) dat door René Descartes werd gebruikt in zijn Meditationes Meditationes de prima philosophia, in qua Dei existentia et animae immortalitas demonstratur wordt wel als misotheïstisch getypeerd. Deze interpretatie was voor de Utrechtse hoogleraar theologie Gisbertus Voetius en diens collega's Jacobus Trigland en Jacobus Revius van de Universiteit Leiden reden om de filosofie van Descartes te bestrijden.